# Příběhy Tipa a Tapa
Příběhy Tipa a Tapa, též Tip a Tap (v nizozemském originálu Tip en Tap) je belgický animovaný televizní seriál. Pořad natáčený v letech 1969–1973 režíroval Ray Goosens pro vlámskou televizi. Seriál má 26 dílů. V rámci Večerníčku se poprvé vysílal v roce 1979 s dabingem Aťky Janouškové, Jany Altmannové a Jaroslava Moučky v roli létajícího psa strýčka Fida.

## Děj
Štěňátka Tip a Tap zažívají různá dobrodružství a uličnictví. Například učí plavat kachničku, honí krtka či poničí strýčkovu zahrádku. Zpovzdálí je sleduje jejich strýc, létající pes Fido, který je vždy dostane ze svízelných situací. Nakonec je večer přivádí domů a ukládá do postýlek. Každá epizoda končí jejich rozloučením „Dobrou noc, strýčku Fido! Dobrou noc, děti!“.

## Epizody
1. První let
2. Pasta na zuby
3. Chytrý krtek
4. Nesnáze s vajíčkem
5. Na saních
6. Lov na lva
7. Kachňátko
8. Prasátko
9. Malý letec
10. Mlsný myšák
11. Na zahradě
12. Nemocný havran
13. Zloděj mrkve
14. Lov na myšáka
15. Bouřka
16. Kachňátko uteklo
17. Past
18. Soutěž
19. Hra na doktora
20. Nespokojený kohout
21. Potrestané prasátko
22. Králík na cestách
23. Mrzutý havran
24. Myšák a dort
25. Raketou na měsíc
26. Malý darebák